# Саут-Мілвокі (Вісконсин)
Саут-Мілвокі (англ. South Milwaukee) — місто (англ. city) в США, в окрузі Мілвокі штату Вісконсин. Населення — 20 795 осіб (2020).

## Географія
Саут-Мілвокі розташований за координатами 42°54′46″ пн. ш. 87°51′44″ зх. д. / 42.91278° пн. ш. 87.86222° зх. д. (42.912643, -87.862312).  За даними Бюро перепису населення США в 2010 році місто мало площу 12,45 км², з яких 12,43 км² — суходіл та 0,02 км² — водойми.

## Демографія
Згідно з переписом 2010 року, у місті мешкало 21 156 осіб у 9043 домогосподарствах у складі 5475 родин. Густота населення становила 1700 осіб/км².  Було 9722 помешкання (781/км²).
Расовий склад населення:
| - 91,6 % — білих - 2,0 % — чорних або афроамериканців - 1,1 % — азійців - 0,8 % — корінних американців - 2,1 % — осіб інших рас |

До двох чи більше рас належало 2,2 %. Частка іспаномовних становила 8,0 % від усіх жителів.
За віковим діапазоном населення розподілялося таким чином: 21,8 % — особи молодші 18 років, 62,6 % — особи у віці 18—64 років, 15,6 % — особи у віці 65 років та старші. Медіана віку мешканця становила 40,3 року. На 100 осіб жіночої статі у місті припадало 96,2 чоловіків;  на 100 жінок у віці від 18 років та старших — 94,2 чоловіків також старших 18 років.
Середній дохід на одне домашнє господарство  становив 61 619 доларів США (медіана — 51 173), а середній дохід на одну сім'ю — 73 476 доларів (медіана — 67 458). Медіана доходів становила 50 731 долар для чоловіків та 37 394 долари для жінок. За межею бідності перебувало 12,9 % осіб, у тому числі 18,5 % дітей у віці до 18 років та 10,3 % осіб у віці 65 років та старших.
Цивільне працевлаштоване населення становило 10 418 осіб. Основні галузі зайнятості: освіта, охорона здоров'я та соціальна допомога — 20,9 %, виробництво — 20,2 %, роздрібна торгівля — 11,1 %, науковці, спеціалісти, менеджери — 8,6 %.